# Bollenstreek Omroep
Bollenstreek Omroep (kortweg BO) is een Nederlandse publieke lokale omroep voor de gemeenten Noordwijk, Teylingen, Lisse en Hillegom in de Bollenstreek die via de ether, kabel en internet radioprogramma's en op beperkte schaal televisieprogramma's uitzendt. BO brengt lokaal gerichte programma's, waaronder nieuws en actualiteiten, muziek, cabaret, sport, infotainment, politiek en portretprogramma's.

## Geschiedenis
Bollenstreek Omroep werd opgericht in 1984, onder de naam VIGRON. De uitzendingen begonnen op 4 april 1987 als Noordwijk Lokaal, later omgedoopt in Noordwijk Radio. In 2003 werd het uitzendgebied uitgebreid met de gemeente Noordwijkerhout (en De Zilk) en werd de nieuwe naam NENS aangenomen. De naam NENS staat voor Noordwijk En Noordwijkerhout Samen. Op dat moment startte de omroep met een kabelkrant, teletekst en later televisie-uitzendingen.
In 2013 werd het uitzendgebied verder uitgebreid met de gemeenten Teylingen (Voorhout, Sassenheim en Warmond), Lisse en Hillegom. Hiermee is BO (toen nog NENS) de omroep geworden voor de gehele Bollenstreek. De naamswijziging vond plaats op 1 september 2013.
Lokaal is Bollenstreek Omroep te beluisteren in de ether op FM 105,3 MHz en DAB+-kanaal 9D, op de kabel bij verschillende providers, en wereldwijd via het internet. Ook heeft BO een tv-krant en zendt de omroep regelmatig tv-programma's uit.